# Notre-Dame-d'Allençon

Notre-Dame-d'Allençon este o comună în departamentul Maine-et-Loire, Franța. În 2009 avea o populație de 574 de locuitori.